# Enicospilus chiriquensis
Enicospilus chiriquensis är en stekelart som först beskrevs av Cameron 1886.  Enicospilus chiriquensis ingår i släktet Enicospilus och familjen brokparasitsteklar. Inga underarter finns listade i Catalogue of Life.